# Rumesnil
Ne doit pas être confondu avec Rumaisnil, ancienne commune de la Somme intégrée à Namps-Maisnil.
Rumesnil est une commune française, située dans le département du Calvados en région Normandie, peuplée de 88 habitants.

## Géographie
La commune est à l'ouest du pays d'Auge. Son bourg est à 4 km au nord de Cambremer, à 8 km au sud-est de Dozulé, à 18 km à l'ouest de Lisieux et à 19 km au sud-ouest de Pont-l'Évêque.
Le territoire communal est traversé par la Dorette, affluent de la Dives.
| Beaufour-Druval (comm. ass. de Saint-Aubin-Lébizay), Gerrots | Beaufour-Druval(comm. ass. de Druval), Repentigny | Repentigny |
| Gerrots, Victot-Pontfol                                      | Rumesnil                                          | Léaupartie |
| Victot-Pontfol                                               | Victot-Pontfol                                    | Cambremer  |

### Hydrographie
La commune est située dans le bassin Seine-Normandie. Elle est drainée par la Dorette, le Doigt, le ruisseau de Druval, un bras du Doigt, le fossé 01 de la Cour le Lion, le fossé 02 du Vieux Maufruie et le fossé 01 des Groisilliers,,.
La Dorette, d'une longueur de 16 km, prend sa source dans la commune de Bonnebosq et se jette  dans la Dives à Cléville, après avoir traversé huit communes. 
Le Doigt, d'une longueur de 14 km, prend sa source dans la commune de Léaupartie et se jette  dans le canal du Domaine à Hotot-en-Auge, après avoir traversé cinq communes. 

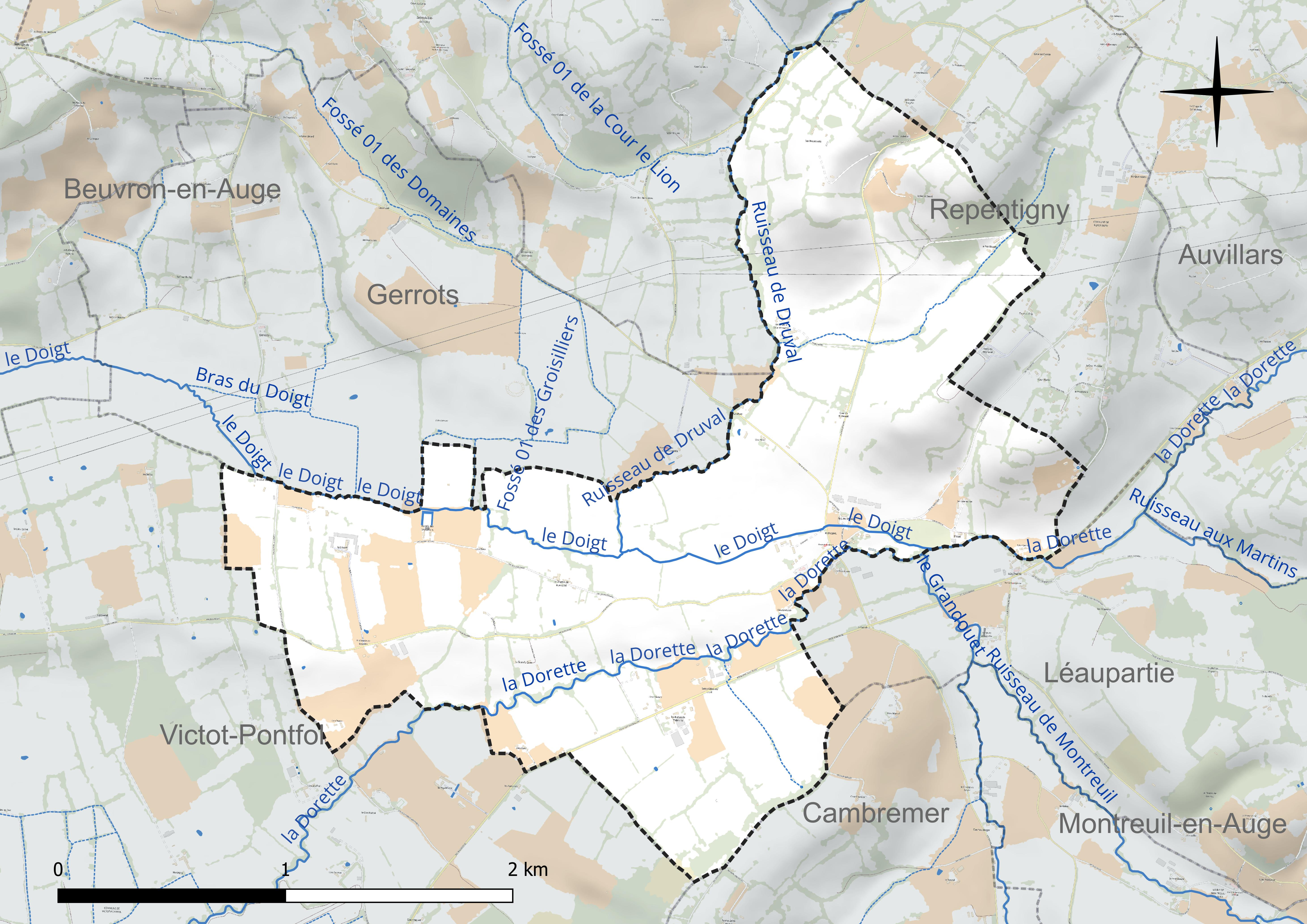
Réseau hydrographique de Rumesnil.

### Climat
Pour des articles plus généraux, voir Climat de la Normandie et Climat du Calvados.
En 2010, le climat de la commune est de type climat océanique altéré, selon une étude du CNRS s'appuyant sur une série de données couvrant la période 1971-2000. En 2020, Météo-France publie une typologie des climats de la France métropolitaine dans laquelle la commune est exposée à un climat océanique et est dans la région climatique  Normandie (Cotentin, Orne), caractérisée par une pluviométrie relativement élevée (850 mm/a) et un été frais (15,5 °C) et venté. Parallèlement le GIEC normand, un groupe régional d'experts sur le climat, différencie quant à lui, dans une étude de 2020, trois grands types de climats pour la région Normandie, nuancés à une échelle plus fine par les facteurs géographiques locaux. La commune est, selon ce zonage, exposée à un « climat contrasté des collines », correspondant au Pays d'Auge, Lieuvin et Roumois, moins directement soumis aux flux océaniques et connaissant toutefois des précipitations assez marquées en raison des reliefs collinaires qui favorisent leur formation.
Pour la période 1971-2000, la température annuelle moyenne est de 10,7 °C, avec  une amplitude thermique annuelle de 12,6 °C. Le cumul annuel moyen de précipitations est de 726 mm, avec 12,3 jours de précipitations en janvier et 7,6 jours en juillet. Pour la période 1991-2020, la température moyenne annuelle observée sur la station météorologique la plus proche, située sur la commune de Mézidon Vallée d'Auge à 14 km à vol d'oiseau, est de 11,2 °C et le cumul annuel moyen de précipitations est de 782,5 mm,. Pour l'avenir, les paramètres climatiques de la commune estimés pour 2050 selon différents scénarios d'émission de gaz à effet de serre sont consultables sur un site dédié publié par Météo-France en novembre 2022.

## Urbanisme

### Typologie
Au 1er janvier 2024, Rumesnil est catégorisée commune rurale à habitat très dispersé, selon la nouvelle grille communale de densité à 7 niveaux définie par l'Insee en 2022.
Elle est située hors unité urbaine. Par ailleurs la commune fait partie de l'aire d'attraction de Caen, dont elle est une commune de la couronne,. Cette aire, qui regroupe 296 communes, est catégorisée dans les aires de 200 000 à moins de 700 000 habitants,.

### Occupation des sols
L'occupation des sols de la commune, telle qu'elle ressort de la base de données européenne d'occupation biophysique des sols Corine Land Cover (CLC), est marquée par l'importance des territoires agricoles (99,2 % en 2018), une proportion sensiblement équivalente à celle de 1990 (100 %). La répartition détaillée en 2018 est la suivante : 
prairies (80,5 %), zones agricoles hétérogènes (17 %), terres arables (1,7 %), forêts (0,8 %). L'évolution de l'occupation des sols de la commune et de ses infrastructures peut être observée sur les différentes représentations cartographiques du territoire : la carte de Cassini (XVIIIe siècle), la carte d'état-major (1820-1866) et les cartes ou photos aériennes de l'IGN pour la période actuelle (1950 à aujourd'hui).

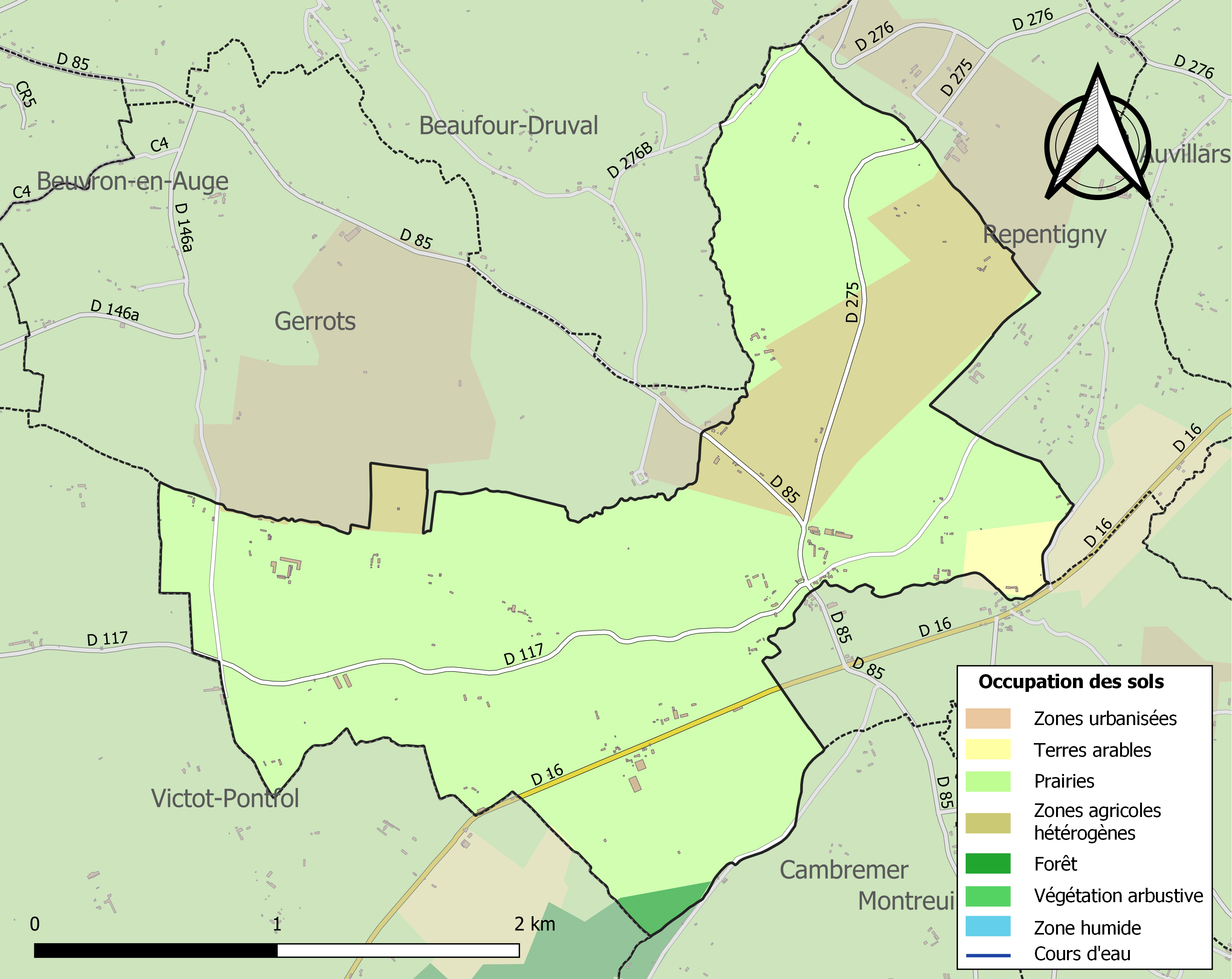
Carte des infrastructures et de l'occupation des sols de la commune en 2018 (CLC).

## Toponymie
Le nom de la localité est attesté sous la forme Roesmenillum au XIVe siècle, Roumesnillum XVIe siècle (pouillé de Lisieux, p. 48). Le toponyme serait issu d'un anthroponyme tel que Ruodo et de l'ancien français mesnil, « domaine rural », à l'origine de nombreux toponymes, notamment en Normandie.
Les Groiselliers, hameau et ancienne commune, est attesté sous la forme Groiseilliers en 1198. Le toponyme est issu de l'ancien français groiselier ou groisillier, « groseillier ».
Saint-Gilles-de-Livet, ancienne commune réunie à Rumesnil en 1840, est attesté sous la forme ecclesia Sancti Egidii vers 1350. La paroisse était dédiée à Gilles l'Ermite. Livet est une mauvaise graphie de l'ivet désignant un endroit occupé par des ifs.

## Histoire
En 1840, Rumesnil (152 habitants en 1836) absorbe Les Groiselliers (28 habitants, à l'ouest du territoire) et Saint-Gilles-de-Livet (70 habitants, au sud-ouest).

## Politique et administration
| Période                                  | Période   | Identité        | Étiquette | Qualité     |
| ---------------------------------------- | --------- | --------------- | --------- | ----------- |
| 1983                                     | mars 2001 | Bernard Montais | SE        |             |
| mars 2001                                | En cours  | François Hélie  | SE        | Agriculteur |
| Les données manquantes sont à compléter. |           |                 |           |             |

Le conseil municipal est composé de sept membres dont le maire et un adjoint.

## Démographie
L'évolution du nombre d'habitants est connue à travers les recensements de la population effectués dans la commune depuis 1793. Pour les communes de moins de 10 000 habitants, une enquête de recensement portant sur toute la population est réalisée tous les cinq ans, les populations de référence des années intermédiaires étant quant à elles estimées par interpolation ou extrapolation. Pour la commune, le premier recensement exhaustif entrant dans le cadre du nouveau dispositif a été réalisé en 2005.
En 2022, la commune comptait 88 habitants, en évolution de −13,73 % par rapport à 2016 (Calvados : +1,58 %, France hors Mayotte : +2,11 %).
Rumesnil a compté jusqu'à 234 habitants en 1841, mais les trois communes de Rumesnil, Les Groiselliers et Saint-Gilles-de-Livet totalisaient 261 habitants en 1806.
| 1793 | 1800 | 1806 | 1821 | 1831 | 1836 | 1841 | 1846 | 1851 |
| ---- | ---- | ---- | ---- | ---- | ---- | ---- | ---- | ---- |
| 149  | 142  | 139  | 136  | 139  | 152  | 234  | 226  | 197  |

| 1856 | 1861 | 1866 | 1872 | 1876 | 1881 | 1886 | 1891 | 1896 |
| ---- | ---- | ---- | ---- | ---- | ---- | ---- | ---- | ---- |
| 188  | 170  | 188  | 185  | 175  | 180  | 196  | 207  | 171  |

| 1901 | 1906 | 1911 | 1921 | 1926 | 1931 | 1936 | 1946 | 1954 |
| ---- | ---- | ---- | ---- | ---- | ---- | ---- | ---- | ---- |
| 182  | 171  | 167  | 137  | 154  | 141  | 159  | 158  | 148  |

| 1962 | 1968 | 1975 | 1982 | 1990 | 1999 | 2005 | 2006 | 2010 |
| ---- | ---- | ---- | ---- | ---- | ---- | ---- | ---- | ---- |
| 117  | 122  | 86   | 78   | 67   | 80   | 89   | 91   | 93   |

| 2015 | 2020 | 2022 | - | - | - | - | - | - |
| ---- | ---- | ---- | - | - | - | - | - | - |
| 100  | 90   | 88   | - | - | - | - | - | - |

| 1793 | 1800 | 1806 | 1821 | 1831 | 1836 |
| ---- | ---- | ---- | ---- | ---- | ---- |
| 27   | 40   | 44   | 30   | 33   | 28   |

| 1793 | 1800 | 1806 | 1821 | 1831 | 1836 |
| ---- | ---- | ---- | ---- | ---- | ---- |
| 73   | 78   | 78   | 77   | 58   | 70   |

## Lieux et monuments

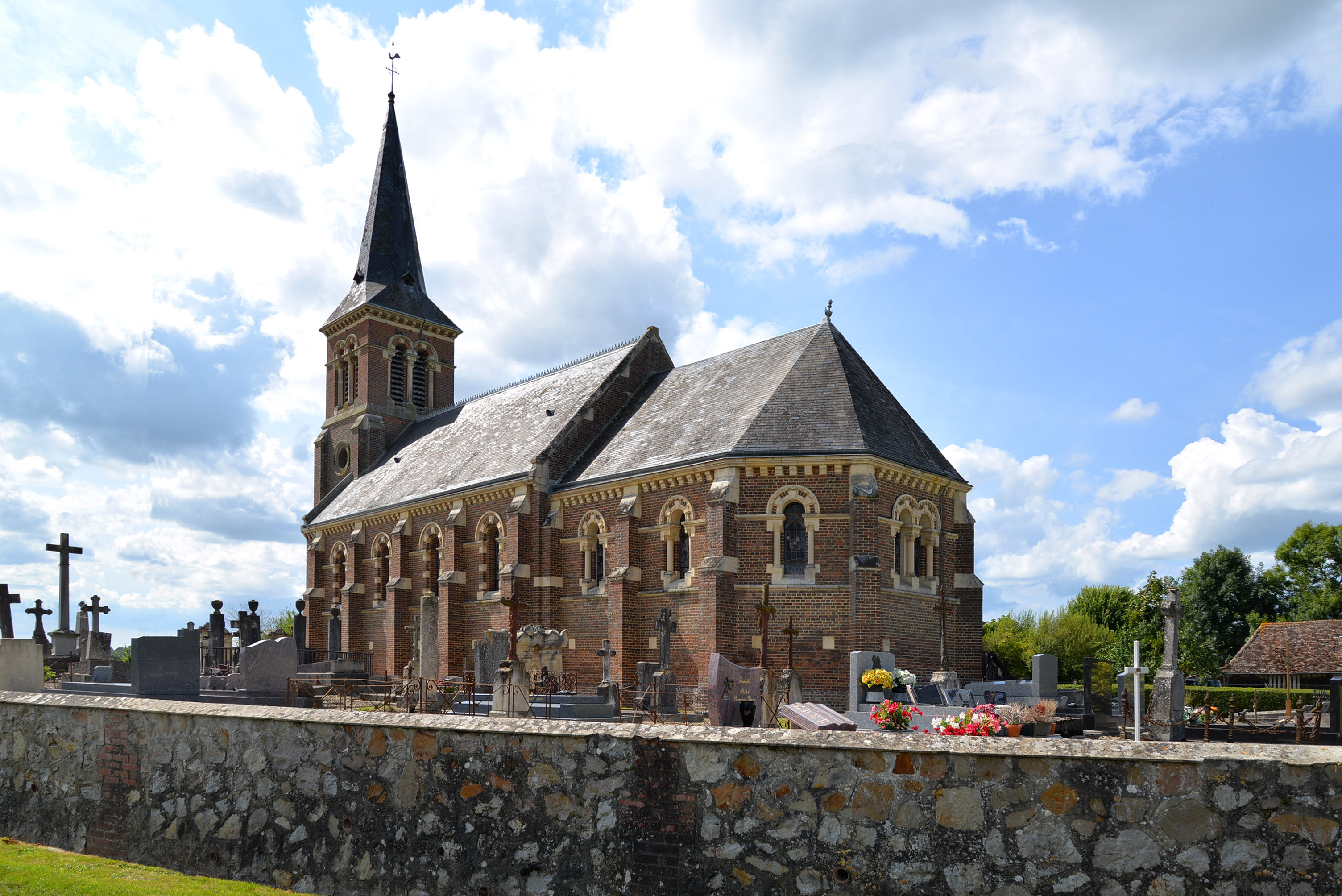
L'église Saint-Pierre.

- Église Saint-Pierre de Rumesnil (XIXe siècle).
- Manoir de Saint-Gilles-de-Livet. C'est une petite construction de la fin du XVe siècle, édifiée en pans de bois, dont l'étage forme encorbellement sur la façade principale. L'allège de l'étage dessine une suite de croix de saint André. Chacune de ces croix était jadis surmontée par une étroite ouverture. Le manoir est inscrit au titre des Monuments historiques[39].
- Chapelle Saint-Gilles de Saint-Gilles-de-Livet (XIIIe siècle).
- Manoir des Groisilliers (XVIIIe siècle), inscrit au titre des Monuments historiques[40].
- Il n'y a plus de trace de l'église Notre-Dame de l'ancienne paroisse des Groiselliers.
- Manoir seigneurial. Situé au nord de l'église, il a été édifié ers 1250. Il a été transformé en bâtiment agricole à la fin du XVIIe siècle ou au début du XVIIIe siècle. Il est mentionné comme grange aux dîmes dans un inventaire de l'abbaye du Val-Richer en 1791. Il est construit en moellons de calcaire[41].

## Personnalités liées à la commune
- David Hockney (né en 1937 à Bradford), peintre portraitiste et paysagiste, dessinateur, graveur, décorateur, photographe et théoricien de l'art britannique séjournant depuis 2019 en Normandie[42], réside dans la commune, dans une demeure du XVIIe siècle[43], dite « La Grande Cour »[44].